# Niederlande beim Eurovision Young Musicians
Übertragende Rundfunkanstalt
 (1984 bis 2004)
 (2006 bis 2010)
 (seit 2012)
Erste Teilnahme
1984
Bisher letzte Teilnahme
2014
Anzahl der Teilnahmen
3
Höchste Platzierung
1 (1984, 1990)
Dieser Artikel befasst sich mit der Geschichte der Niederlande als Teilnehmer des Wettbewerbs Eurovision Young Musicians.

## Regelmäßigkeiten der Teilnahme und Erfolge im Wettbewerb
Die Niederlande nahmen erstmals 1984 am Eurovision Young Musicians. Vertreten durch die Geigerin Isabelle van Keulen konnte man den Wettbewerb auf Anhieb gewinnen. Nach zwei Wettbewerben, bei denen man im Halbfinale bereits ausgeschieden war, konnten die Niederlande 1990 den zweiten Sieg durch den Pianisten Niek van Oosterum feiern.
2016 zog sich der verantwortliche Sender NTR seine Teilnahme aus finanziellen Gründen zurück. Zuletzt sagten NTR sowie der ebenfalls teilnahmeberechtigte Sender Nederlandse Omroep Stichting (NOS) im Jahr 2020 ihre Teilnahme ab.

## Liste der Beiträge
Farblegende: – 1. Platz. – 2. Platz. – 3. Platz. – ausgeschieden im Halbfinale/in der Qualifikation. – keine Teilnahme/nicht qualifiziert.
| Jahr                     | Interpret                | Instrument               | Stücke | Platz Finale             | Platz Halbfinale                   | Nationale Vorentscheidung |
| ------------------------ | ------------------------ | ------------------------ | --- | ------------------------ | ---------------------------------- | ------------------------- |
| 1984                     | Isabelle van Keulen      | Violine                  | Violin concert no. 5 op. 37 von Henri Vieuxtemps | 1 / 7                    | Direkt für das Finale qualifiziert |                           |
| 1986                     | Pauline Oostenrijk       | Oboe                     | Oboe Concerto in C-Dur, KV 314 von Wolfgang Amadeus Mozart | Ausgeschieden            | k. A. / 15                         |                           |
| 1988                     | Wibi Soerjadi            | Klavier                  | Piano Concerto No. 2 in C von Sergei Wassiljewitsch Rachmaninow | Ausgeschieden            | k. A. / 16                         |                           |
| 1990                     | Niek van Oosterum        | Klavier                  | Concert for Piano and Orchestra a-minor op. 16, 1 Mov. von Edvard Grieg | 1 / 5                    | k. A. / 18                         |                           |
| 1992                     | unbekannt                | unbekannt                | unbekannt | Ausgeschieden            | k. A. / 13                         |                           |
| 1994 1996 1998           | Auf Teilnahme verzichtet | Auf Teilnahme verzichtet | Auf Teilnahme verzichtet | Auf Teilnahme verzichtet | Auf Teilnahme verzichtet           | Auf Teilnahme verzichtet  |
| 2000                     | Gwyneth Wentink          | Harfe                    | Harp Concerto, op. 25, 3rd movement von Alberto Ginastera | k. A / 8                 | k. A. / 18                         |                           |
| 2002                     | Fleur Bouverie           | Klarinette               | unbekannt | Ausgeschieden            | k. A. / 20                         |                           |
| 2004                     | Felicia van den End      | Flöte                    | unbekannt | Ausgeschieden            | k. A. / 16                         |                           |
| 2006                     | Kate Sebring             | Klavier                  | unbekannt | Ausgeschieden            | k. A. / 8                          |                           |
| 2008                     | Steven Bourne            | Cello                    | Sonate für Violoncello und Klavier von Claude Debussy Elegie von Gabriel Fauré | k. A. / 7                | k. A. / 16                         |                           |
| 2010                     | Dana Zemtsov             | Violine                  | unbekannt | Ausgeschieden            | k. A. / 8                          |                           |
| 2012                     | Ella van Poucke          | Cello                    | Fantasiestücke Op. 73 für das Cello von Robert Schumann | Ausgeschieden            | k. A. / 14                         |                           |
| 2014                     | Lucie Horsch             | Blockflöte               | Sonata seconda (Renaissance sopran) von Dario Castello Der Besucher der Idylle (1993) (Tenor) von Isang Yun Adagio en Allegro uit Sonate Wq 135 von Carl Philipp Emanuel Bach Concerto per flautino in sol maggiore RV 443 von Antonio Vivaldi | k. A. / 14               | k. A. / 7                          |                           |
| 2016 2018 2020 2022 2024 | Auf Teilnahme verzichtet | Auf Teilnahme verzichtet | Auf Teilnahme verzichtet | Auf Teilnahme verzichtet | Auf Teilnahme verzichtet           | Auf Teilnahme verzichtet  |

## Ausgerichtete Wettbewerbe
Die Niederlande richteten bisher einmal den Eurovision Young Musicians aus.
| Jahr | Stadt     | Austragungsort | Moderation   |
| ---- | --------- | -------------- | ------------ |
| 1988 | Amsterdam | Concertgebouw  | Martine Bijl |

## Impressionen

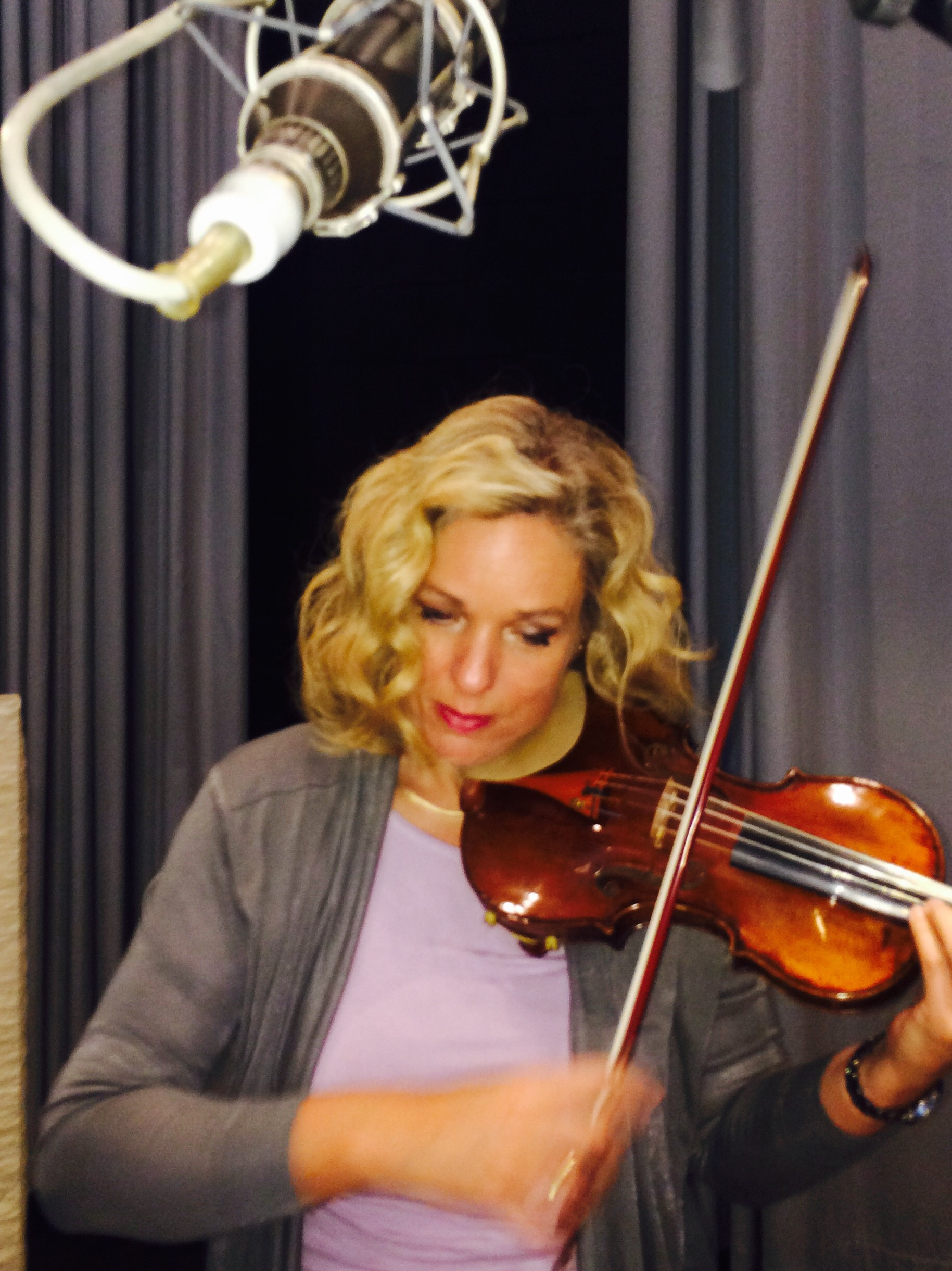
Isabelle van Keulen (Siegerin 1984)
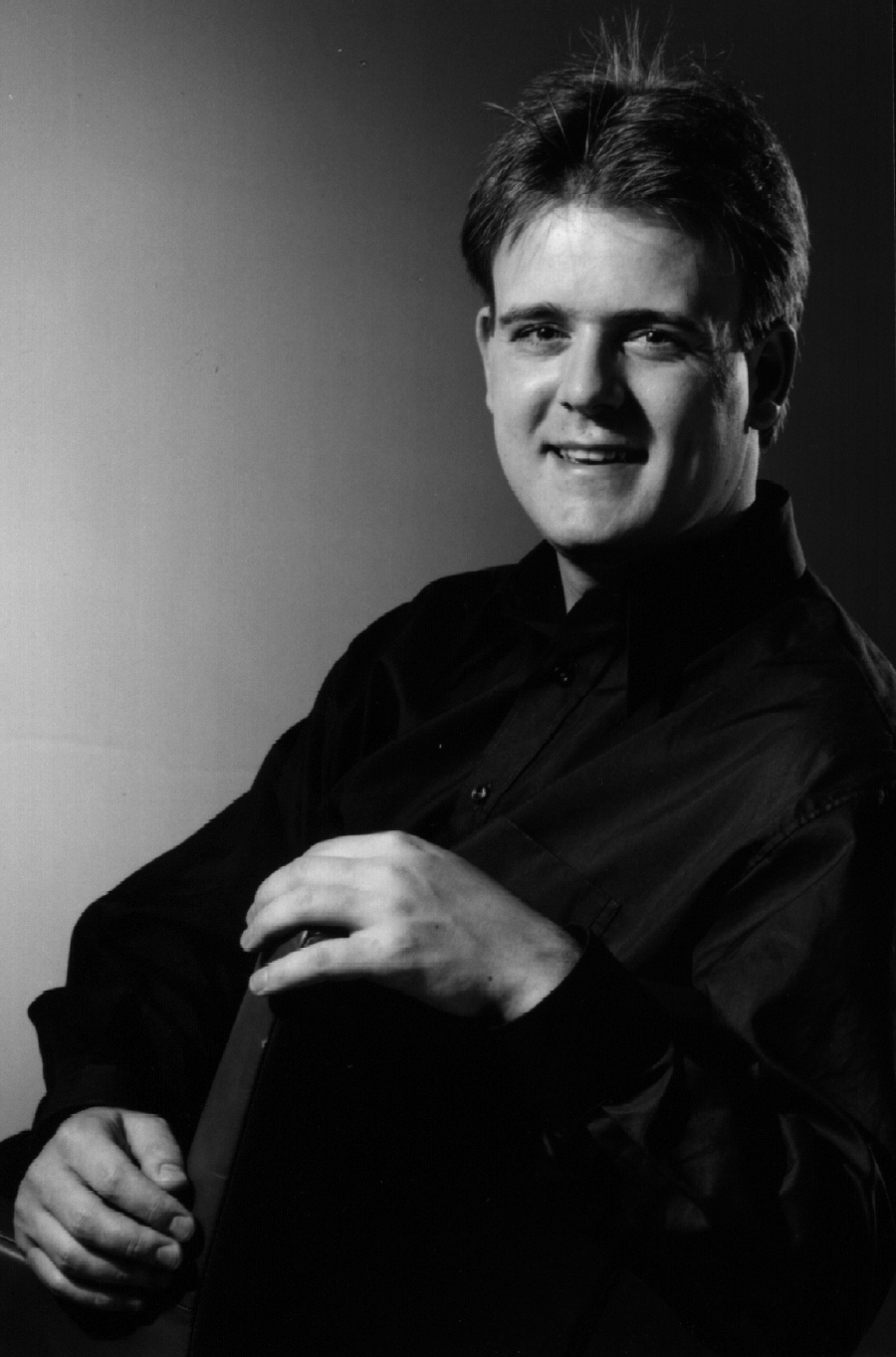
Niek van Oosterum (Sieger 1990)
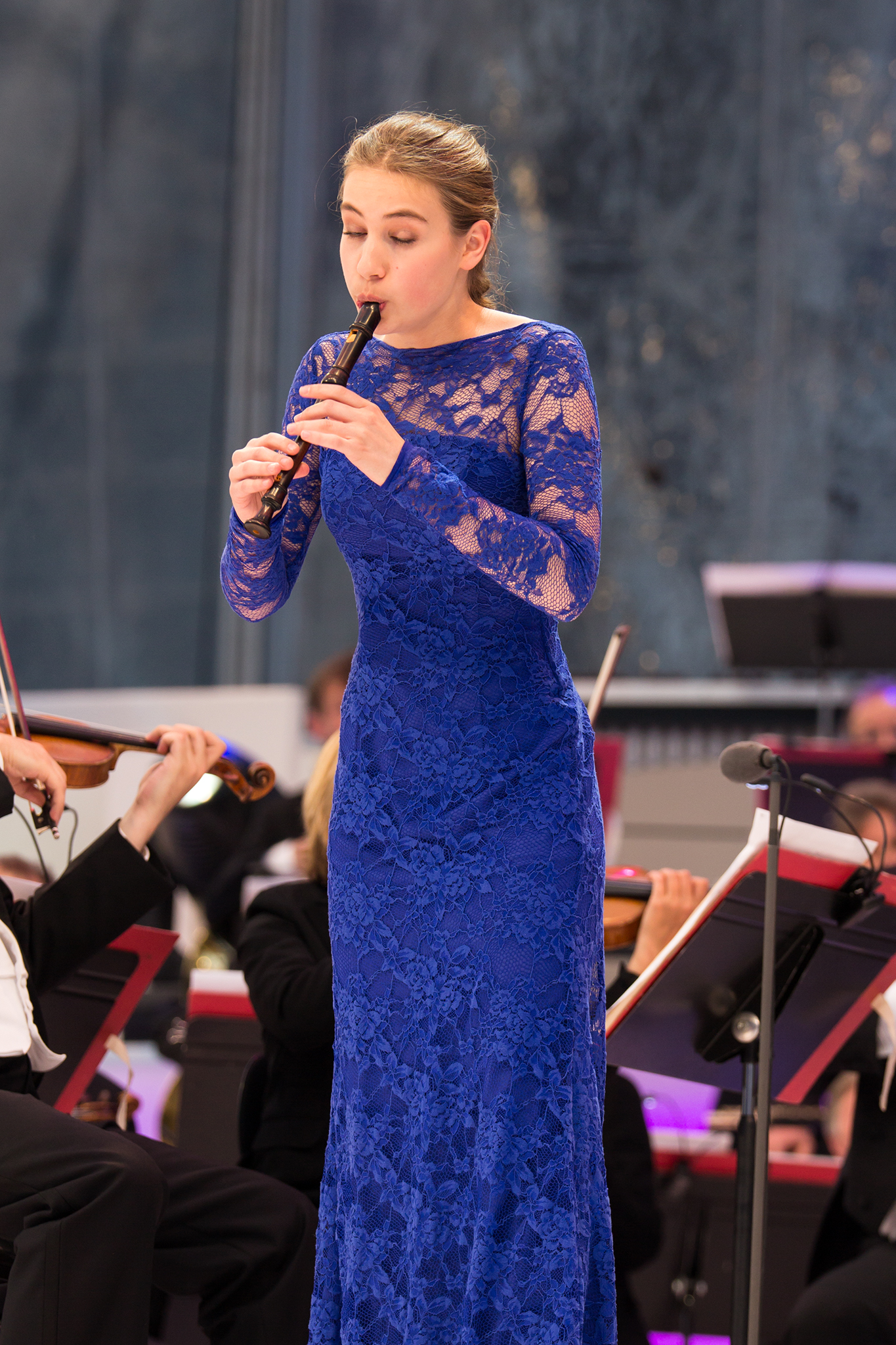
Lucie Horsch 2014